# Universidad de Siracusa

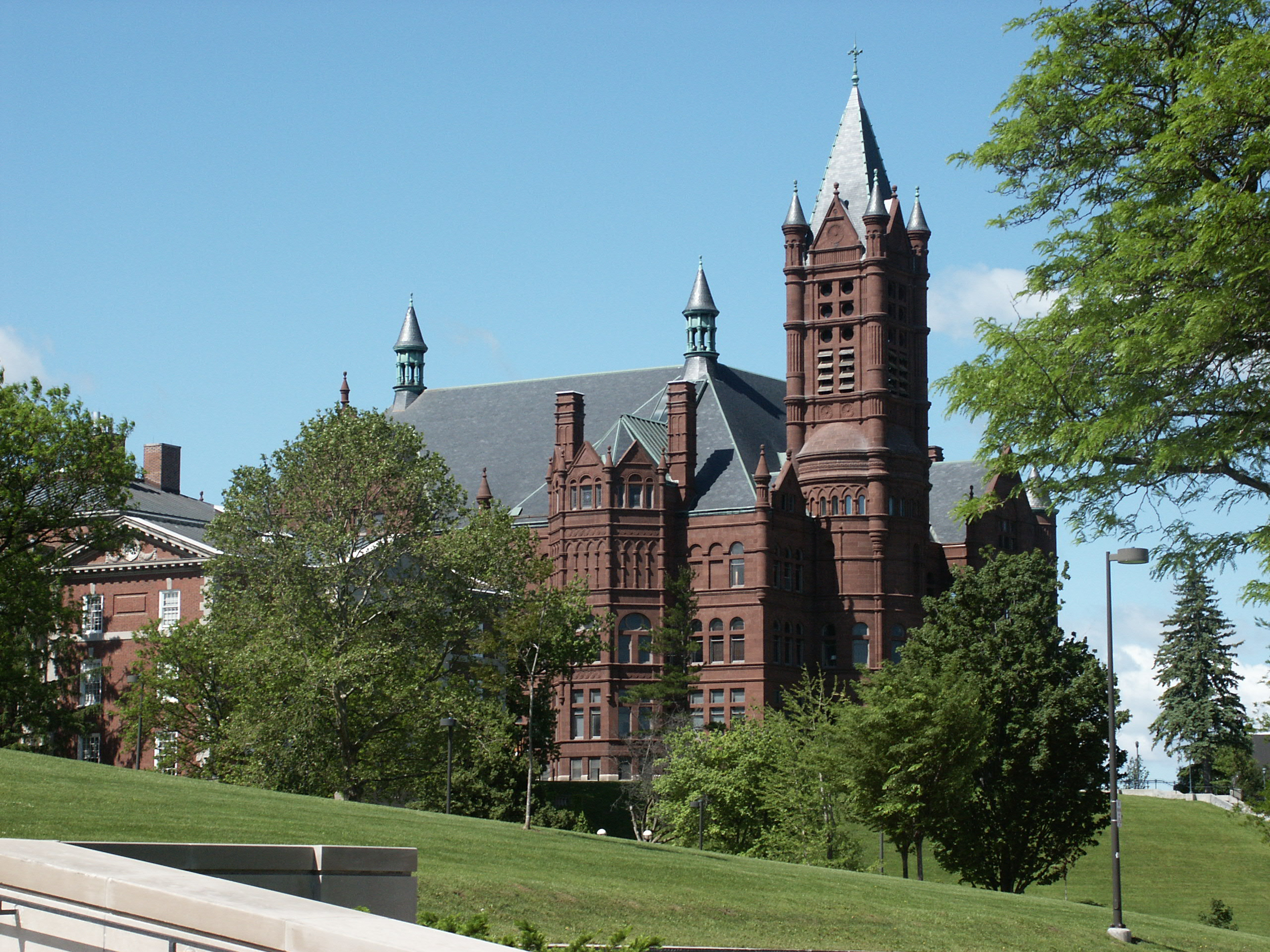
Crouse College.

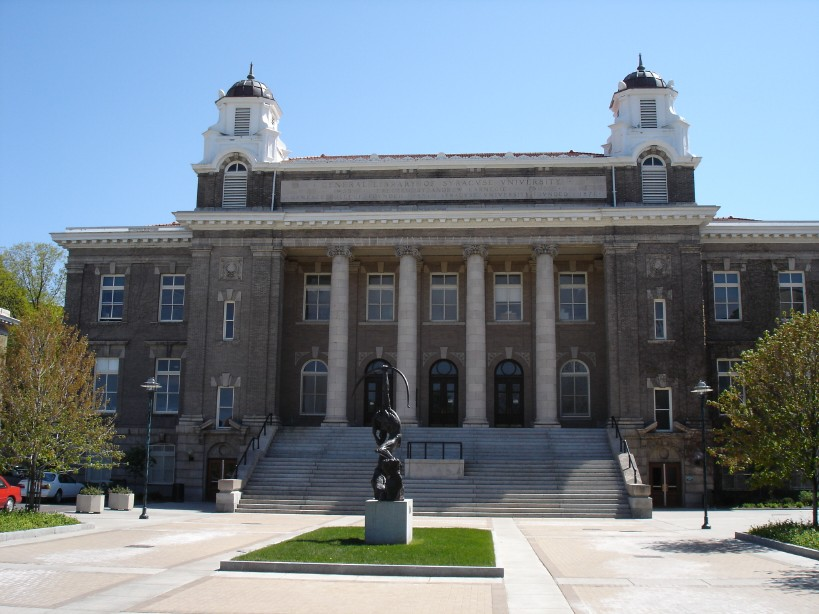
Carnegie Library.

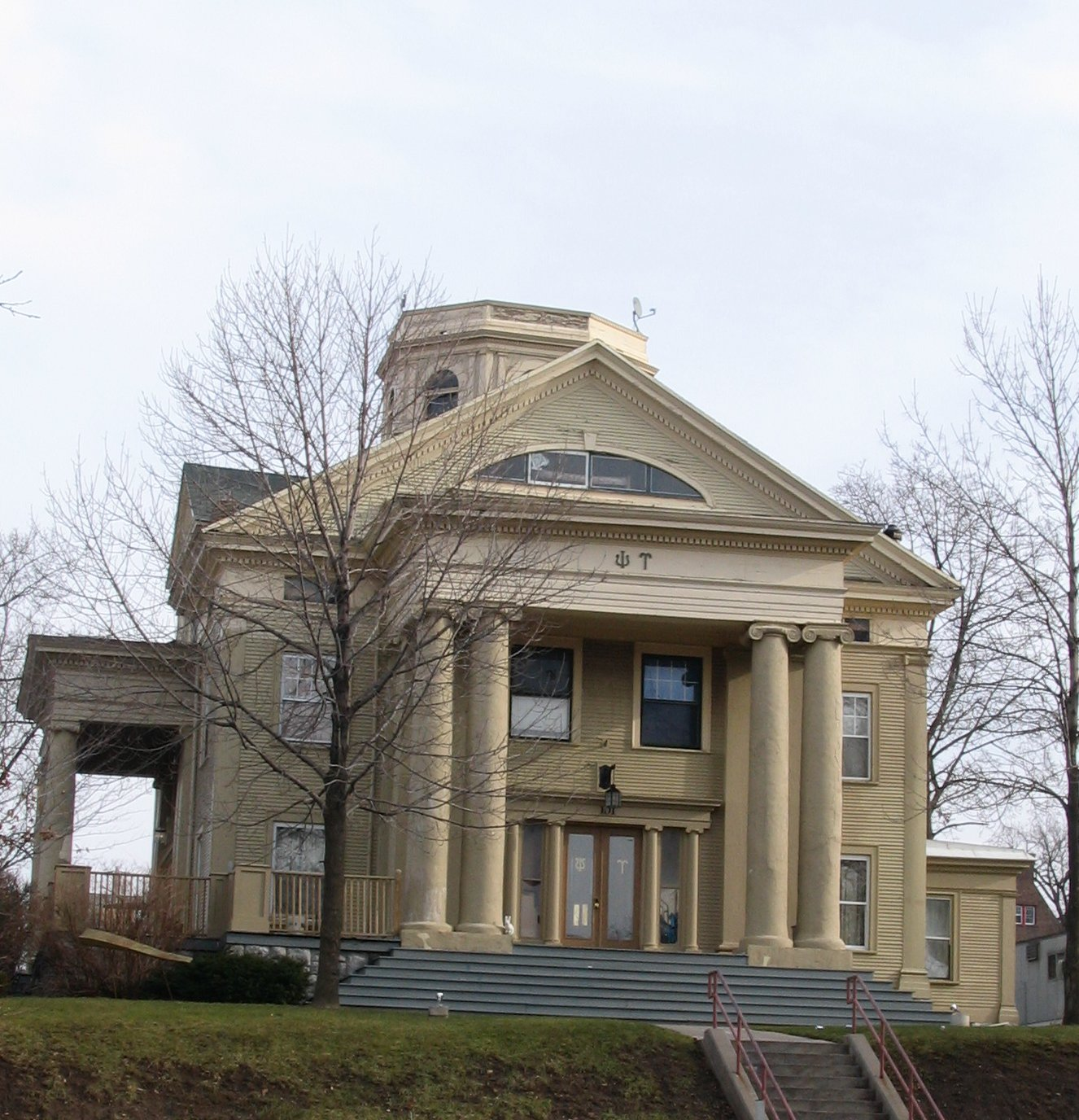
Pi Chapter House.

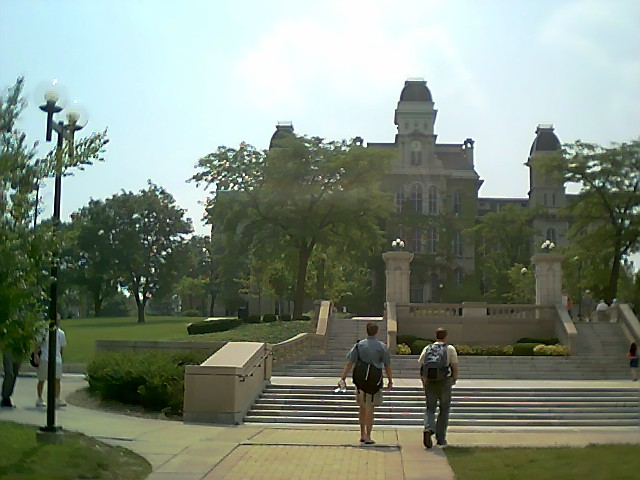
Escalera al Hall of Languages.

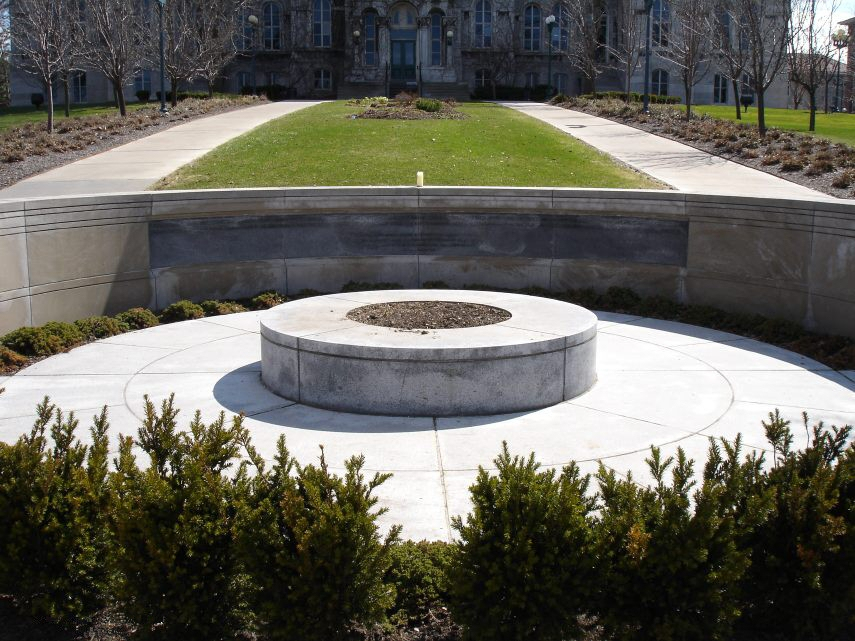
Memorial del vuelo 103 de Pan Am.

La Universidad de Siracusa, en inglés Syracuse University, es una universidad privada fundada en 1870 en Siracusa en el estado de Nueva York, Estados Unidos. Mantiene una tradicional relación con la Iglesia metodista unida desde su fundación como extensión del Genesee Wesleyan Seminary.
Tiene 22.850 estudiantes matriculados. La universidad es famosa por sus labores de investigación y enseñanza en los campos de la arquitectura, empresariales, ciencias de la información, ciencias de la comunicación, escritura creativa y asuntos públicos. 

## Deportes
La Universidad de Siracusa es miembro de la Conferencia de la Costa Atlántica desde julio de 2013.

## Alumnado destacado
Arte y cultura
- Alice Sebold, escritora
- Lou Reed, músico
- Clairo, cantante y compositora
- Stephen Crane, escritor
- Carlisle Floyd, compositor de ópera
- John C. McGinley, actor
- Clement Greenberg, crítico de arte
- Betsey Johnson, diseñadora de moda
- Sol LeWitt, artista
- John D. MacDonald, escritor
- Scott McCloud, caricaturista
- Joyce Carol Oates, escritora
- Ángel Collado Schwarz, historiador y autor
- Miquel Calçada Olivella, periodista
- Cheryl Strayed, escritora, bloguera y autobiógrafa
- Joan La Barbara, cantante de vanguardia y compositora

Medios y comunicación
- John Sykes - exconsejero delegado de Infinity Broadcasting
- Bob Costas - presentador y periodista deportivo
- Dick Clark, presentador de radio y televisión
- Ted Koppel, presentador y periodista de TV

Derecho y política
- Joe Biden - Presidente de los Estados Unidos
- David Crane - Juez del Juzgado Especial de Sierra Leona
- Sean O'Keefe - exadministrador de la NASA
- Daniel Patrick Moynihan- ex Senador de los Estados Unidos
- Donna Shalala - Miembro de la Cámara de Representantes de los Estados Unidos
- Salvador del Solar - ex Presidente del Consejo de Ministros y exministro de Cultura del Perú

Deporte
- Joe Alexander - Jugador de fútbol americano y entrenador, médico
- Carmelo Anthony - Jugador de baloncesto
- Dave Bing - Jugador de baloncesto, miembro del Basketball Hall of Fame desde 1990
- Jim Brown - Jugador de fútbol americano y de lacross, escritor, actor
- Michael Carter-Williams - Jugador de baloncesto
- Larry Csonka - Jugador de fútbol americano
- Tom Coughlin - Jugador de fútbol americano y entrenador
- Paul Jappe - Jugador de fútbol americano
- Donovan McNabb - Jugador de fútbol americano
- Daryl Johnston - Jugador de fútbol americano
- Dwight Freeney - Jugador de fútbol americano
- Ernie Davis - Jugador de fútbol americano

Actuación
- Taye Diggs - Actor
- Peter Falk - Actor
- Miriam Hopkins - Actriz
- Grace Jones - Actriz, modelo
- Frank Langella - Actor
- Sterling Morrison - Músico
- Aaron Sorkin - Creador y guionista de The West Wing

- Danny Zuker - guionista y productor de Modern Family

- Lexington Steele - Actor pornográfico
- Jerry Stiller - Actor
- Vanessa Williams - Cantante, actriz ex-Miss América
- Vera Farmiga - Actriz

Economía
- William James - Director de Lazard Freres & Company

Ciencia, Medicina y Descubrimientos
- Eileen Collins - Astronauta de la NASA
- Robert Jarvik - Cardiólogo
- Story Musgrave - Astronauta de la NASA

Industria
- Franz von Holzhausen - Jefe de Diseño en Tesla Motors